# تشاونسي س. لوميس
تشاونسي س. لوميس (بالإنجليزية: Chauncey C. Loomis)‏ هو كاتب أمريكي، ولد في 1 يونيو 1930 في نيويورك في الولايات المتحدة، وتوفي في 17 مارس 2009 في غريت بارينغتون في الولايات المتحدة.